# Nikołaj Nikołajew
Nikołaj Pietrowicz Nikołajew, ros. Николай Петрович Николаев (ur. w 1911 r. w Moskwie, zm. 11 grudnia 1945 r. w ZSRR) – radziecki wojskowy (kapitan), dowódca batalionu Rosyjskiej Narodowej Armii Ludowej, a potem 700 Wschodniego Pułku Specjalnego Przeznaczenia, dowódca 635 Batalionu Wschodniego, wykładowca w szkole wojsk wschodnich, a następnie szef sztabu 1 Dywizji Piechoty Sił Zbrojnych Komitetu Wyzwolenia Narodów Rosji podczas II wojny światowej.
W 1929 r. ukończył w Moskwie szkołę średnią, po czym krótko pracował jako laborant w technikum elektrotechnicznym im. Krasina. W sierpniu tego roku został elektromonterem w zakładach „Elektrozawod”, zaś od lipca 1931 r. był zastępcą kierownika w tych zakładach. W maju 1932 r. wstąpił do Armii Czerwonej. Na pocz. listopada 1934 r. ukończył przeszkolenie w leningradzkiej szkole łączności, po czym objął dowództwo plutonu szkoleniowego 3 batalionu szkoły. W 1936 r. awansował do stopnia podporucznika. We wrześniu 1939 r. ukończył akademię wojskową w Moskwie w stopniu porucznika. Do poł. stycznia 1940 r. znajdował się w podporządkowaniu Rady Wojskowej Kijowskiego Specjalnego Okręgu Wojskowego, a następnie został zastępcą szefa jednego z oddziałów sztabu 140 Dywizji Strzeleckiej. Od poł. kwietnia tego roku pełnił funkcję szefa sztabu 1 Pułku Strzeleckiego, zaś od poł. listopada starszego zastępcy 1 wydziału oddziału operacyjnego sztabu 12 Armii. Awansował na kapitana. W poł. sierpnia 1941 r. został ranny, po czym dostał się do niewoli niemieckiej. We wrześniu tego roku zbiegł ze szpitala jenieckiego i przedostał się do Kijowa, a stamtąd do Tuły. W rejonie miasta został schwytany przez Niemców. Osadzono go w obozach jenieckich w Wiaźmie, Rżewie, zaś w pocz. 1942 r. pod Smoleńskiem. W czerwcu tego roku wstąpił do nowo formowanej Rosyjskiej Narodowej Armii Ludowej (RNNA). Od końca lipca dowodził jednym z batalionów RNNA. Po przeformowaniu formacji w 700 Wschodni Pułk Specjalnego Przeznaczenia w maju 1943 r., pozostał dowódcą batalionu. Brał udział w walkach z partyzantami na Białorusi, za co został dwukrotnie odznaczony. W październiku tego roku wraz z pułkiem znalazł się w okupowanej Francji, gdzie pod koniec 1943 r. objął dowództwo 635 Ostbatalionu. Od pocz. 1944 r. był wykładowcą w szkole wojsk wschodnich na Pomorzu. W listopadzie tego roku został szefem sztabu 1 Dywizji Piechoty Sił Zbrojnych Komitetu Wyzwolenia Narodów Rosji. W lutym 1945 r. został awansowany na stopień podpułkownika. Na pocz. kwietnia tego roku współplanował atak dywizji na sowiecki przyczółek nad Odrą. Podczas narady wyższych oficerów dywizji 14 kwietnia poparł pomysł gen. Siergieja K. Buniaczenki wyprowadzenia dywizji znad Odry na południe w celu połączenia się z innymi oddziałami „własowskimi”. 4 maja uczestniczył w rozmowach z przedstawicielami czeskiego ruchu oporu o wsparciu planowanego powstania w Pradze. 15 maja wraz z kilkoma wyższymi oficerami dywizji poddał się Amerykanom. W poł. 1945 r. został przekazany Sowietom. Po procesie skazano go na karę śmierci, wykonaną przez rozstrzelanie 11 grudnia 1945 r.